# Толстой (кратер)
Толстой (англ. Tolstoj) — 390-километровый древний ударный кратер, расположенный на Меркурии и имеющий координаты 16°18′ ю. ш. 163°30′ з. д. / 16,3° ю. ш. 163,5° з. д.. Кратер назван в честь русского писателя Льва Николаевича Толстого (1828—1910).
Кратер Толстой образовался в очень ранней истории Меркурия. Два разрывных кольца диаметром около 356 км и 510 км каждое, заключают в себе бассейн кратера Толстой, но слабо выражены на севере и северо-востоке, третье разрывное кольцо диаметром 466 км проходит на юго-восточной стороне кратера. Диффузные участки темного материала лежат за пределами внутреннего кольца. Дно кратера покрыто грунтом с высоким коэффициентом отражения света. Дно кратера намного ярче окружающих его равнин, покрытых более тёмным грунтом. Кольца вокруг кратера Толстой — одни из наиболее темных мест на поверхности Меркурия.
Глубина кратера 2,0 ± 0,7 км, такие оценки сделаны по цифровым стереофотоснимкам, полученным «Маринером-10». Это значительно меньше, чем глубина лунных кратеров близкого размера. Возраст бассейна кратера Толстой оценивается учеными в 3,9—4,0 млрд лет. Несмотря на большой возраст кратера, он удивительным образом хорошо сохранился.
Согласно решению Международного астрономического союза кратеры на Меркурии называют в честь деятелей культуры: писателей, поэтов, художников, скульпторов, композиторов. Так, например, крупнейшие кратеры диаметром от 300 до 600 км получили названия Бетховен, Толстой, Достоевский, Шекспир и др. Есть и исключения из этого правила — один кратер диаметром 60 км с лучевой системой склонов назван в честь известного американского астронома Джерарда Койпера.
Кратеры, покрывающие меркурианскую поверхность, появились в раннюю эпоху существования Солнечной системы, когда все тела системы подвергались интенсивной метеоритной бомбардировке. Каждый удар метеорита сопровождается взрывом и оставляет характерную воронку — ударный кратер. Отсутствие атмосферы, воды на поверхности планеты, оставляет рельеф неизменным уже более 4 млрд. лет.